# Pokrovský rajón
Pokrovský rajón (ukrajinsky Покровський район, do roku 2016 Krasnoarmijský rajón, ukrajinsky Красноармійський район) je rajón v Doněcké oblasti na Ukrajině. Hlavním městem je Pokrovsk a rajón má přibližně 403 tisíc obyvatel. 

## Města v rajónu
- Avdijivka
- Bilozerske
- Bilycke
- Dobropillja
- Hirnyk
- Krasnohorivka
- Kurachove
- Marjinka
- Myrnohrad
- Novohrodivka
- Pokrovsk
- Rodynske
- Selydove
- Ukrajinsk